# Lies They Tell Our Children
| Recensione | Giudizio |
| ---------- | -------- |
| Kerrang!   | 4/5      |

Lies They Tell Our Children è il tredicesimo album in studio del gruppo musicale statunitense Anti-Flag, pubblicato nel 2023.

## Tracce
1. Sold Everything – 1:30
2. Modern Meta Medicine (feat. Jesse Leach) – 3:36
3. Laugh. Cry. Smile. Die. (feat. Shane Told) – 3:04
4. The Fight of Our Lives (feat. Tim Mcilrath e Brian Baker) – 2:52
5. Imperialism (feat. Ashrita Kumar) – 2:56
6. Victory or Death (We Gave ‘Em Hell) (feat. Campino) – 3:31
7. The Hazardous – 3:10
8. Shallow Graves (feat. Tré Burt) – 2:30
9. Work & Struggle – 2:22
10. Nvrevr (feat. Stacey Dee) – 4:40
11. Only in My Head – 2:45

Durata totale: 32:56

## Formazione
- Justin Sane – voce, chitarra
- Chris Head – chitarra
- Chris Barker – basso
- Pat Thetic – batteria